# Хорн, Ламберт
Ламберт Хорн (нем. Lambert Horn; 27 сентября 1899, Дюссельдорф — 2 июня 1939, концлагерь Заксенхаузен) — немецкий политический и общественный деятель, коммунист, антифашист.

## Биография
Во время Первой мировой войны служил в имперском флоте, демобилизован в 1920 году.
Принимал активное участие в профсоюзном движении. Вступил в Коммунистическую партию Германии (КПГ).
В 1920-х годах партийный активист и организатор, секретарь парторганизации района Нижний Рейн, где под его руководством, антифашисты победили и набрали наибольшее количество голосов на местных выборах.
В 1933 году — первый секретарь парторганизации района Берлин-Бранденбург.
С 1932 по 1933 год Л. Хорн был депутатом прусского ландтага от КПГ. На выборах в рейхстаг в марте 1933 Хорн был избран на избирательном округе Дюссельдорф-Восточный. Из-за начавшихся нацистских преследований коммунистов, не смог принимать участие в его работе.
С мая 1933 года после установления в Германии диктатуры национал-социалистов перешёл на нелегальную работу, совместно с Вильгельмом Флорином и Оскаром Мюллером был одним из лидеров в руководстве подпольной организации КПГ.
22 ноября 1933 года Л. Хорн был арестован в Берлине и заключен в тюрьму гестапо на Принц-Альбрехт-штрассе, затем переведен в тюрьму Моабит. 29 ноября 1934 года его по обвинению в «заговоре с целью совершения государственной измены» осудили на три годам лишения свободы.
В декабре 1936 года он был переведен в концлагерь Заксенхаузен.
В 1938 году Л. Хорна как одного из руководителей подпольной организации КПГ поместили в карцер. С мая 1939 из-за тяжелой болезни находился в лазарете.
Ламберт Хорн умер в концлагере летом 1939 года от лейкемии.

## Память
- Именем Л. Хорна была названа учебная вертолетная эскадрилья (ППЗ-35 в Бранденбург/Гавел) Национальной народной армии ГДР.
- В 1960 году выпущена почтовая марка ГДР с портретом Л. Хорна.